# Matías Dell Olio
Matías Dell Olio (Mar del Plata, 19 de octubre de 1996) es un patinador argentino.
Representó a Argentina en la modalidad street masculina en los Juegos Olímpicos de 2024, siendo el primer patinador argentino en clasificarse para la cita internacional. También ganó una medalla de plata en el World Skateboarding Championship de ese año, convirtiéndose en el primer medallista argentino en la historia del evento.

## Biografía
El 8 de septiembre de 2016 fue denunciado por agresiones y amenazas por parte de la familia de Luciano Ianuzzi, un empleado tercerizado del gobierno de Buenos Aires que habría sido agredido por Dell Olio. Según el abuelo de la víctima, el 3 de septiembre Ianuzzi se encontraba pintando las paredes de una pista del parque de patinaje «Converse» en Figueroa Alcorta y Juramento, en Palermo, cuando Dell Olio se le acercó y le prohibió hacerlo. Ianuzzi se negaría a detenerse y Dell Olio lo habría golpeado de detrás y dado una patada mientras estaba en el suelo, dejándolo inconsciente. Ianuzzi estaría hospitalizado y inconsciente durante un día y medio, a su vez sería examinado por un desprendimiento de retina. Según el abuelo, el 7 de septiembre, Dell Olio visitó con dos amigos la clínica donde estaba internado Ianuzzi, supuestamente amenazando a la familia.

## Carrera
En diciembre de 2019 ganó el premio al deportista más destacado del monopatinaje en la 16.ª edición de los Premios Jorge Newbery.
En octubre de 2023, Dell Olio compitió en la disciplina Street en los Juegos Panamericanos de ese año, siendo esta la primera edición en incluir el monopatinaje como un deporte, finalizando en quinto lugar con 215,98 puntos.
El 17 de mayo de 2024, en el primer evento de la serie de clasificación, realizada en Shanghái, para los Juegos Olímpicos de ese año, quedó en el duodécimo lugar con 82,78 puntos; al día siguiente en la semifinal obtuvo 240,19 puntos y finalizó en el décimo puesto, quedando eliminado de los ocho primeros lugares clasificados para la final. En el siguiente evento clasificatorio, celebrado en Budapest el 20 de junio, finalizó noveno con 85,90 puntos, pasando a la siguiente fase. Al día siguiente, en la semifinal, acabó octavo con 247,27 puntos, avanzando a la siguiente etapa. En la final del día siguiente, el 23 de junio, finalizó en quinto lugar con 265,57 puntos. Sería uno de los veintidós clasificados a los Juegos Olímpicos en la disciplina Street, convirtiéndose en el primer patinador argentino en clasificarse para el evento internacional. En el evento, celebrado el 29 de julio, avanzó de las eliminatorias en quinto lugar con 266,28 puntos y posteriormente terminando en octavo lugar con 153,98 puntos en la final.

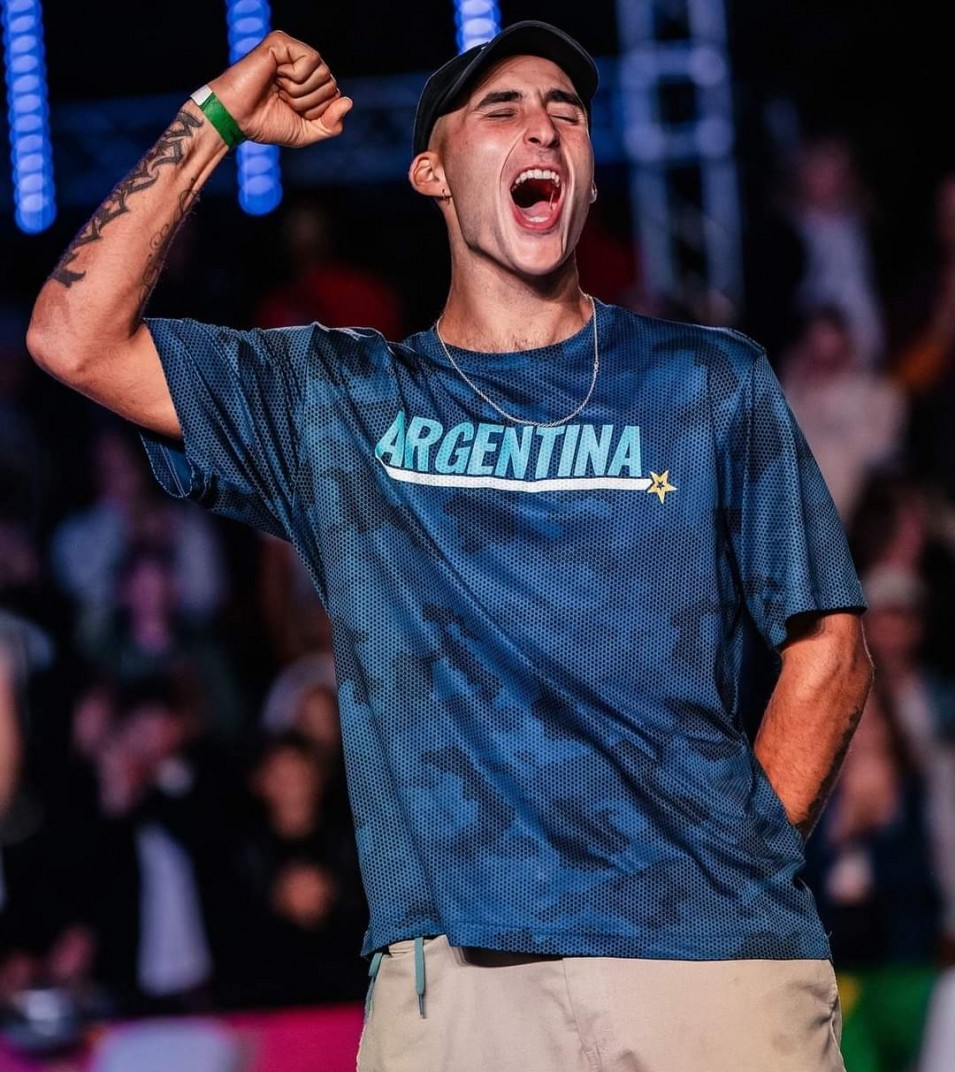
Dell Olio en los World Skate Games.

En septiembre de 2024 compitió en los World Skate Games en Italia. En los octavos de final, Dell Olio avanzó a la siguiente etapa tras clasificarse en cuarto lugar con una carrera que le daría una puntuación de 71,36 puntos. En cuartos de final logró la puntuación más alta de todos los participantes, con una carrera de 81,79 puntos. En las semifinales, en la ronda de trucos, Dell Olio se clasificaría para la final en segundo lugar luego de obtener una puntuación de 79,71 y 83,88, acumulando un total de 244,77 puntos. En la final, obtuvo una carrera de 85,73 puntos y dos trucos que le sumaron 93,23 y 86,22 puntos, para un total de 265,18 puntos. Esta actuación le valió la medalla de plata y se convirtió en el primer medallista argentino en la historia del evento.